# バグベア
バグベア (Bugbear) は、ウェールズ地方に伝わる妖精の一種。
バガブー (Bugaboo)、ボグルボー (Bogglebo) 、またはバグス (Bugs)とも。
ゴブリンの一種で、全身毛むくじゃらの人の姿をしているという。
親の言う事を聞かない悪い子を見つけると食べてしまうとされ、よく子供のしつけのために利用される。
母親達は言う事を聞かない子に「あんたみたいな悪い子はバグベアに食べられてしまうよ」と脅かすという。